# Montescheno
Montescheno ist eine Gemeinde in der italienischen Provinz Verbano-Cusio-Ossola (VB) in der Region Piemont.

## Lage und Einwohner
Montescheno liegt 46 km nordwestlich von der Provinzhauptstadt Verbania und 14 km südwestlich von Domodossola im Valle Antrona. Das Gemeindegebiet umfasst eine Fläche von 22 km² und hat 369 Einwohner (Stand am 31. Dezember 2023). Zur Gemeinde Montescheno gehören die Fraktionen Barboniga, Cad Mater, Cat Pera, Cresti, Croppo, Ovesco, Progno, Sasso, Selve, Valeggia, Vallemiola und Zonca. 
Die Nachbargemeinden sind Antrona Schieranco, Bognanco, Domodossola, Borgomezzavalle und Villadossola.

## Wirtschaft

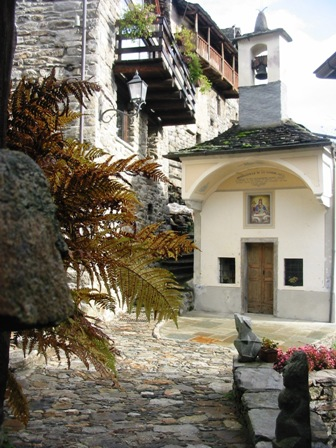
Fraktion Valeggia

Die Landwirtschaft war schon immer das wichtigste Mittel zum Lebensunterhalt für die Menschen in Montscheno, und es gibt keine anderen stark entwickelten Aktivitäten, so dass viele junge Menschen dazu neigen, sich anderweitig zu bewegen. Die Gemeinde ist auch ein Sommerurlaubsort, aber es haben sich keine wirtschaftlichen Aktivitäten im Zusammenhang mit dem Tourismus entwickelt.

## Veranstaltungen
Jedes Jahr findet in Montescheno am dritten Sonntag im Juli ein stimmungsvolles Ereignis statt; es handelt sich um eine religiöse Prozession Autani genannt, die sich über einen Rundweg von etwa 22 km in den Bergen der Stadt windet, mit Abfahrt gegen 4 Uhr morgens und Ankunft um 22 Uhr. Die Prozession geht auf das 17. Jahrhundert zurück und hat Hunderte von Teilnehmern jedes Jahr.